# خاتم مطرز
الخاتم المُطرَّز هو خاتم تُكتب عليه الأحرف الأولى من أسماء الأحجار الكريمة على شريطه لتُشكل كلمة بأسلوب مطرز. في بعض الحالات، تستخدم أحجار كريمة مزيفة بدلاً من الحقيقية.

## الحروف
تُشتق حروف الكلمة من الأحرف الأولى لأسماء بعض الأحجار الكريمة. وبناءً على ذلك، تشمل الأحجار المستخدمة لكل حرف ما يلي:
أ = ألماس
ج = جمشت
ز = زمرد أو زركون
ي = ياقوت